# Нова Сажина

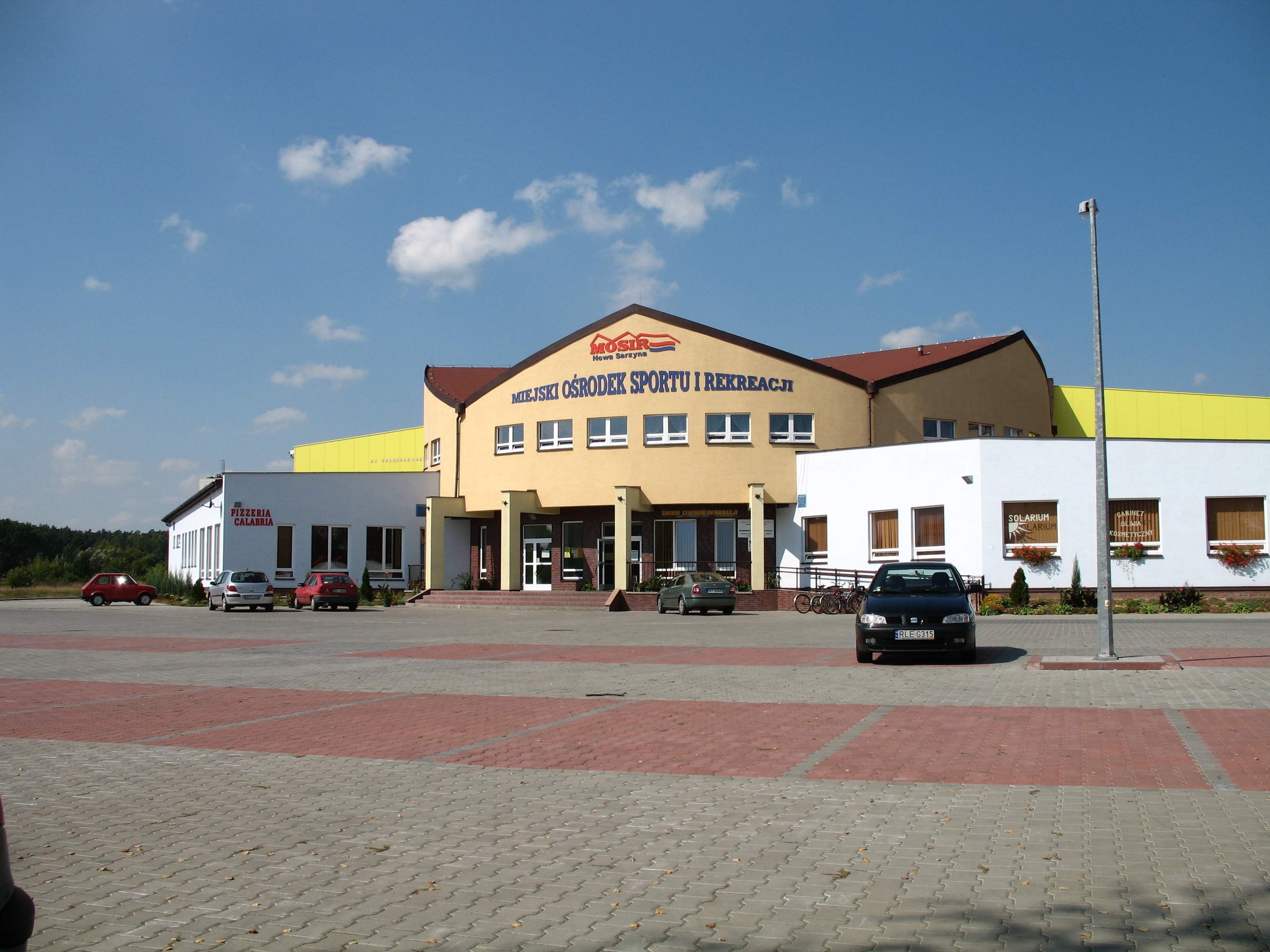
Басейн

Нова Сажи́на (пол. Nowa Sarzyna) — місто в піденно-східній Польщі, належить до Лежайського повіту Підкарпатського воєводства.

## Назва
Назву будованому в рамках програми Центрального Індустріального Регіону новому місту в 1937 р. дали не від назви тутешнього селища Янда, а від недалекого польського села Сажина, очевидно через появу переселенців із нього. Також назву Нова Сажина отримала залізнична станція в селі Руда Ланьцуцька. Хоча західна околиця міста в найменуванні вулиці зберігає давню назву «селище Янда».

## Історія
Збудоване на землях та з інкорпорацією давнього селища Янда — присілка давнього русинського (українського) села Руда. Після анексії в 1434 р. Галичини поляками лівобережне Надсяння півтисячоліття піддавалось інтенсивній латинізації та полонізації. В 1831 р. у селі Руда Ланьцуцька разом з присілком Янда був 41 греко-католик (належали до парафії Лежайськ Канчуцького деканату Перемишльської єпархії).
У 1880 р. Янда належала до села Руда Ланьцутського повіту Королівства Галичини та Володимирії, було 14 будинків і 36 мешканців.
У 1936 році в селі Руда Ланьцуцька та в присілку Янда проживало 26 українців-грекокатоликів, які належали до парафії Лежайськ Лежайського деканату Перемишльської єпархії. Село входило до ґміни Єльна Ланьцутського повіту Львівського воєводства.
У 1937 р. в рамках програми Центрального Індустріального Регіону розпочато будівництво хімічного виробництва вибухових речовин, яке перервав прихід німецьких військ 13 вересня 1939 р. 22 липня 1944 р. радянські війська зайняли Нову Сажину, а 9 вересня 1944 р. визначено кордоном між СРСР і Польщею належність Надсяння Польщі. Виробництво хімічної продукції (фотохімія) розпочато в 1954 р. В наступні роки провадились інтенсивна розбудова хімічних виробництв і побудова помешкань, наслідком чого стали надання Новій Сажині в 1956 р. статусу селища, а в 1973 р. — статусу міста.

## Демографія
Демографічна структура станом на 31 березня 2011 року:
|          | Загалом | Допрацездатний вік | Працездатний вік | Постпрацездатний вік |
| -------- | ------- | ------------------ | ---------------- | -------------------- |
| Чоловіки | 3077    | 599                | 2226             | 252                  |
| Жінки    | 3303    | 584                | 2136             | 583                  |
| Разом    | 6380    | 1183               | 4362             | 835                  |

## Міста-партнери
- Долина  Україна — на польській сторінці Вікі міститься інформація з посиланням на польський шовіністичний сайт, що Нова Сажина зупинила співпрацю з Долиною через надання почесного громадянства міста Степану Бандері, хоча на сайті міста немає подібного і є докладна сторінка, присвячена Долині
- Олайне  Латвія